# Nejabsurdnější bankovní poplatek
Nejabsurdnější bankovní poplatek byla veřejná anketa pořádaná Patrikem Nacherem v Česku a na Slovensku prostřednictvím serveru www.bankovnipoplatky.com Archivováno 3. 5. 2021 na Wayback Machine.. Anketa má za úkol zmapovat postoje bankovních klientů a také do jisté míry tlačit na banky ohledně uvolnění jejich poplatkové politiky. První ročník proběhl v roce 2005. Anketa byla ukončena v roce 2017 s tím, že český trh doznal pozitivních změn.

## Výsledky jednotlivých ročníků
| Ročník | Rok  | 1. místo (% hlasů)                                                                | 2. místo (% hlasů)                                                         | 3. místo (% hlasů)                                                   | Zdroj  | Poznámka                  |
| ------ | ---- | --------------------------------------------------------------------------------- | -------------------------------------------------------------------------- | -------------------------------------------------------------------- | ------ | ------------------------- |
| 1.     | 2005 | Poplatek za příchozí platby či za vklad na účet, kreditní operace (46,12)         | Poplatek za správu úrokového zvýhodnění (22,13)                            | Poplatek za vedení účtu (13,35)                                      | [ 4 ]  |                           |
| 2.     | 2006 | Poplatek za výběr platební kartou z bankomatu vlastní banky (37,70)               | Poplatek za vedení běžného účtu (37,32)                                    | Poplatek za účetní položku (24,98)                                   | [ 5 ]  |                           |
| 3.     | 2007 | Poplatek za vedení běžného účtu (44,80)                                           | Poplatek za nadměrný vklad (29,79)                                         | Poplatek za připsání úroku (25,41)                                   | [ 6 ]  | Od tohoto ročníku ČR + SR |
| 4.     | 2008 | Poplatek za nadměrný vklad (33,17)                                                | poplatek za vklad na přepážce na vlastní účet (23,02)                      | poplatek za připsání úroku (18,45)                                   | [ 7 ]  |                           |
| 5.     | 2009 | Poplatek za vklad na přepážce na vlastní účet (44,31)                             | Poplatek za připsání úroku (20,18 %)                                       | Poplatek za výpis z účtu zaslaný elektronickou cestou (12,14)        | [ 8 ]  |                           |
| 6.     | 2010 | Poplatek za výběr na přepážce z vlastního účtu (29,06)                            | Poplatek za zjištění zůstatku přes bankomat (22,66)                        | Poplatek za vložení variabilního symbolu do příkazu k úhradě (20,48) | [ 9 ]  |                           |
| 7.     | 2011 | Poplatek za předčasně splacený úvěr (39,86)                                       | Poplatek za zjištění zůstatku přes bankomat (25,08)                        | Poplatek za výpis z účtu zaslaný elektronickou cestou (16,05)        | [ 10 ] |                           |
| 8.     | 2012 | Poplatek za zjištění zůstatku přes bankomat (36)                                  | Poplatek za vedení úvěrového / hypotečního účtu(22)                        | Poplatek za výpis z účtu zaslaný elektronickou cestou (17)           | [ 11 ] |                           |
| 9.     | 2013 | Poplatek za vedení účtu k hypotečnímu, spotř. úvěru nebo úvěru u stav. spoř. (32) | Poplatek za zadání příkazu či změny trv. příkazu přes internetbanking (22) | Poplatek za výpis z účtu zaslaný elektronickou cestou (21)           | [ 12 ] |                           |
| 10.    | 2014 | Poplatek za výpis z účtu zaslaný elektronickou cestou (20)                        | Poplatek za zadání příkazu či změny trv. příkazu přes internetbanking (16) | Poplatek za autorizační SMS (14)                                     | [ 13 ] |                           |
| 11.    | 2015 | Poplatek za zadání příkazu či změny trvalého příkazu přes internetbanking (14)    | Výše poplatku za vklad na účet na přepážce třetí osobou (12)               | Poplatek za autorizační SMS (12)                                     | [ 14 ] |                           |